# スイミング・プール (映画)
『スイミング・プール』（Swimming Pool）は、2003年にフランソワ・オゾンが監督した映画。

## ストーリー
中年の非社交的なイギリスの女性推理作家「サラ」は、漠然とした不満を、出版社の社長「ジョン」に訴える。評判高い「ドーウェル警部シリーズ」はマンネリで、テリー・ロングら新人作家の台頭も嬉しくない。ジョンは、自分が所有するフランスにあるプール付き別荘で、気分を変えた新作の執筆を勧める。サラは共に暮らす老父をロンドンへ残し、ジョンが後から来るのを期待しつつ、南フランス山中リュベロンにある別荘へ管理人「マルセル」の案内で到着する。プールの覆いをめくると、枯れ葉が浮いている。
静寂の中、持ち込んで来た愛用のラップトップパーソナルコンピュータで執筆を始めたある夜、しばらく仕事を休むと言いながら、ジョンの娘と名乗る「ジュリー」がやって来る。ジュリーは清掃していない枯葉浮くプールを全裸で泳ぎ、静寂を乱されたサラと衝突する。
サラが昼食に通うカフェのウェイター、「フランク」は隣村から来ているという。サラは昼食後、別荘へ戻り自室で午睡する。ジュリーは、いつものビキニではなく白いワンピーススタイルの水着で泳ぎ、プールサイドでまどろむ。横に立つフランクはジュリーを見下ろしながら、互いに自分の秘所を自慰する。だが、これはサラの妄想だった。
ジュリーの振舞いに関心を持ち始めたサラは、執筆中の作品に並行して創作を始め、それを収めPCのデスクトップに置いた仮題フォルダー名称を「ジュリー」に変更する。プールサイドを掃除中のマルセルに連れ込んだ男を紹介するジュリーを眺め、ジュリーの日記を盗み読み、プールサイドに落ちていたジュリーの下着を自室へ拾い込んだりしながら、サラは執筆を進める。
サラが誘った食事の席で、ジュリーは男性遍歴と生育過程を語る。母は、フランス人で今はニースに居り、私的な恋愛小説を書いたがジョンにけなされ燃やした、ジュリーの母とジョンは夏だけの関係で結婚せず別れた、などと告げる。
ジュリーはサラの作業机引き出しを漁り、自身が題材らしき作品原稿のプリントアウトを見つけ、食い入るように読む。
次にジュリーが連れてきた男はフランク。3人で踊るが、ジュリーはサラに興味がありそうな彼を引き留め、真夜中のプールで全裸で遊ぶ。サラはプールに石を投げ込んで牽制し、寝てしまう。
翌日サラは、目覚めのコーヒーを啜りながらプールを眺め、異変を察知する。庭へ出るとプールは覆われて怪しげな膨らみが見える。慌てて巻き取ると、ジュリーが使うクッションだった。安心して昼食へ出掛けた行きつけのカフェでは、フランクが休んでおり家を訪ねるが不在。マルセルの家では、彼の配偶者に見える小さな女性が自分は彼の娘だと告げ、ジュリーの母は事故で死んだと言いながら扉を閉じる。
ジュリーは錯乱し、自分の母と思い込みサラに泣きすがるが、落ち着いた後サラに問われて彼女の作品のためにフランクを殺害した、と告げる。死体を庭に埋め、衣類は焼いて後始末を終えるが、ジュリーは、サラの作品「ジュリー」も証拠になるから焼いて欲しいと頼む。読んではいないが、想像できるから、と。一夜明け翌日、サラは平静を装うため芝刈りをマルセルに依頼するが、新しい掘り返しの痕跡に不審を抱かれ、初老のマルセルを誘惑して口封じする。
ジュリーは、サントロペの知人のレストランで働くと告げて別荘を出る。燃やされたはずの母の小説コピーが、サラ宛に残されていた。
ロンドンの出版社で新作原稿に目を通したジョンは、感覚的だから出版しない方が君にも読者のためにも良いと、告げる。思っていた通りだとサラは笑い、製本された新作を一冊取り出す。表紙は金髪女性が白いワンピース水着で泳ぐ写真、題名は「スイミング・プール」である。「私の最高傑作よ。サインしたから娘さんにあげて」、の言葉にジョンは黙り込む。「ドーウェル警部シリーズの新作で最高の扱いをするとテリー・ロングの母に伝えて欲しい」と言い残しながら、サラはジョンのデスクを離れる。オフィスから去り際、矯正用歯冠をはめた地味な娘を見かけ、受付嬢の会話を漏れ聴くとジョンの娘で名前は「ジュリア」らしい。場面転換してリュベロンの別荘でバルコニーから手を振るサラ、水から上がりプールサイドから歯冠をはめたジュリアが振り返す、手を振るサラ、プールサイドからジュリー振り返す、手を振るサラ……。

## 人物

### サラ・モートン
イギリス人でフランス語も話す。推理小説作家で人気作「ドーウェル警部」シリーズの著者である。経済的には恵まれている。老年期を前にして、職業的にもスランプで、「君はプロットに困っていないじゃないか」とは言われるが、「殺人とか、捜査とか、もううんざり」「（テリー・ロング、またはその他の）新人の相手ばかりして、私はほったらかし」と不満を口にする。カーキ色のコートなど服装は地味。アルコール依存の傾向があり、ロンドンで朝からバーでウイスキーをあおり、リュベロンの別荘でも酒を飲みながらテレビを見てうたた寝をする。老父と二人暮らし。非社交的で静謐を好み、ロンドン地下鉄車内で向いの席に座ったシリーズ読者に話しかけられ「人違いだ」と席を立ったり、別荘到着時に家に電話したときには老父から「誰かに会ったか」と聞かれ「いいえ、必要ないわ」と断っている。ジョンとは売れっ子作家と版元社長の関係だが、以前に男女の関係にあったことを示唆させる。食には保守的で、南仏でもノンカロリーヨーグルトにダイエットコークといった大量生産品にトマトの食事をとり、地元で加工された食品を購入していない。村のカフェでは食前酒（南仏に種々産する）やパナシェを勧められても（イギリスでは一般的だが当地ではコーヒーより一般的ではない）紅茶を注文する。
人物造形にあたって、ランプリングは実在の女性推理作家、ルース・レンデル、PD Jamesやパトリシア・ハイスミスを参考にしている。1970年代で時間が止まったようで、男性的、レズビアン的、夢想に溺れやすい傾向も人物造形に反映された。
推理作家の設定そのものはランプリングの経歴と重なる所は少ないが、若い頃には美貌で鳴らしたものの不振をかこち精神的にも鬱屈した時があるところなど、背景にある情動は重なるところが多いとする評がある。また、共演のサニエは「最初は脅されているかと思った」と撮影終了後に打ち明けており、この記事の筆者も個人的印象として「見かけと自制の気配がランプリングをわずかに威圧的に感じさせている」と記している。
また、"Sarah"は30年以上にわたって死因が自殺であることが伏せられていたランプリングの姉の名前である。

### ジュリー
フランス人で英語も話す。ジュリー本人の弁によればジョンの娘で母はフランス人。定職には就いていない。運転免許を持ち、プジョーを運転している。「交通事故のため」という手術痕が上腹部正中にある。演じたサニエの表現では「誰から見てもわかりやすいセックスシンボルで」「下品の一歩手前で、いつも裸」「南仏の女の子のステレオタイプ。積極的で、ある意味かわいくて、セクシーで、情緒的で哀れを誘うタイプです。見てすぐにわかりますよね。でも、映画が進むとどんどんサラの想像力の対象になってきて、インスピレーションの源になるんです」「あばずれで、無頓着で、苦しんでいて、構ってほしくて、愛情がほしくて、愛情の埋め合わせに毎晩違った男を連れ込んでいるんです」
サニエは肌を露出させるシーンが多いジュリーを演じるにあたって「まず減量です。ランプリングがラザニアを食べているところで、私は魚と蒸した野菜で我慢しなければいけませんでした」「日焼けしてこういう服を着て派手な化粧をして、ここまで細工をされては、鏡を見ても自分だとわかりませんでした」と言っている。
監督の当初の構想では男だったが、女に変更された。若い男と中年女という典型的パターンを避けるためという。

### ジュリア
ジョンの娘でそばかす面をした平凡な外見、やや小太りのイギリス人。ジョンの事務所に面会に来る結末のシーンのみ登場。矯正用歯冠をはめているためジュリーより年下と推測される。サラとすれ違っても視線を合わせず、面識はないと考えられる。

## キャスト
※括弧内は日本語吹き替え
- サラ・モートン - シャーロット・ランプリング（宮寺智子）
- ジュリー - リュディヴィーヌ・サニエ（弓場沙織）
- ジョン - チャールズ・ダンス（有本欽隆）
- フランク - ジャン＝マリー・ラムール（水内清光）
- マルセル - マルク・ファヨール（田原アルノ）
- マルセルの娘 - ミレーユ・モセ（フランス語版）

## 主題と解釈

### 主題
監督は自身の公式サイトにおけるこの映画のインタビューで「次々と多くの映画を作り続けて、その想像力の源を聞かれることが多かったので、それに答えるため」、また「映画監督自身よりイギリスの女性推理作家に投影するのが良いだろうと考え」てこの映画を作ったという。

### 解釈
作中の現実と虚構の区別について様々な解釈が示されている。「……自分自身の態度について、あるいは誰の『現実』を見ているのか、我々は全く不明である」
あるいは「間違いなくこの映画の核心は、見ているものが信じるべきであるかどうかという疑問である」などの評がある。
ランプリングとサニエの対談においても

司会者の「見たものの信憑性がはっきりしない謎の作品ですね。現実なのか？　空想なのか？　文学上の創作物なのか？　しかも結末も未解決です。監督から何か手がかりはありましたか？」という質問に対しランプリングは「いいえ、ありませんでした。そのうえ、監督自身もどんな結末を導くのが良いか判らないと、子供のような笑顔で言っていますね……」と答え、サニエも「この映画は空想を考察しているので、観客の側にも空想の可能性があるわけです。監督は、それについてはとても寛大なのだと感じました。」と述べている。
監督も、indieWIREのインタビューに「空想と現実がどのようにつながっているのか、すごくじらしていますね。現実が空想に転じる決定的な瞬間はあるのですか？」とたずねられて「鍵を渡したくありません。もちろん自分の意見はありますが、結末は謎のままにして、観客各人が思うようにしておきたいのです。観客が自分自身の映画を作ることが出来る映画なのです。」
ジュリーの正体については、「（ジュリーが何者かという）先ほどの質問ですが、結末から来るものです。多くの可能性があると思うのです。最初から架空の人物なのか、出版社社長の実在の娘を基にしているのか、実在の人物で空想に入り込んだのか。」という質問に代表される。
サニエはこれに対して「それは皆さん次第ですね。この映画で私が気に入っているのは、ジュリーはサラの空想を映し出したに過ぎないとしてもいいし、出版社社長の娘で本当に頭がおかしくなっているとしてもいいし、あるいは全てサラの頭の中だと考えてもいい。どう考えるにしても、間違いというわけではないですから。」と答えている。

## ノベライズ
監督によるノベライズが、日本語訳でも出版されている。
- フランソワ・オゾン 著、佐野晶（編訳） 訳『スイミング・プール』角川書店、2004年。ISBN 4048981714。